# Charles Bull
Charles Bull (* 29. März 1909 in Lewisham; † 28. Mai 1939 in Chelmsford) war ein englischer Tischtennis-Nationalspieler und professioneller Cricketspieler. Er nahm an vier Weltmeisterschaften teil und gewann dabei zweimal Silber und fünfmal Bronze.

## Werdegang
Charles Bull nahm 1928, 1929, 1931 und 1932 an den Weltmeisterschaften teil. Dabei erreichte er 1928 im Doppel mit Fred Perry und 1931 im Mannschaftswettbewerb das Endspiel. Bronze durch Gewinn des Halbfinales holte er 1928 im Mixed mit Joan Ingram, 1929 im Doppel mit Fred Perry und 1932 im Doppel mit David Jones sowie 1928 und 1929 mit der englischen Mannschaft.
1939 starb er bei einem Autounfall.

## Turnierergebnisse
| Verband | Veranstaltung     | Jahr | Ort       | Land | Einzel     | Doppel     | Mixed        | Team |
| ------- | ----------------- | ---- | --------- | ---- | ---------- | ---------- | ------------ | ---- |
| ENG     | Weltmeisterschaft | 1932 | Prag      | TCH  | letzte 128 | Halbfinale | keine Teiln. | 7    |
| ENG     | Weltmeisterschaft | 1931 | Budapest  | HUN  | letzte 16  | letzte 16  | Scratched    | 2    |
| ENG     | Weltmeisterschaft | 1929 | Budapest  | HUN  | letzte 16  | Halbfinale | letzte 16    | 3    |
| ENG     | Weltmeisterschaft | 1928 | Stockholm | SWE  | letzte 64  | Silber     | Halbfinale   | 3    |